# 2014 FF72
2014 FF72 est un transneptunien de magnitude absolue 6,91 et son diamètre est estimé à 157 km. Il pourrait être en résonance 6:13 avec Neptune. 